# Aeroport Internacional de Goiânia-Santa Genoveva
L'Aeroport de Santa Genoveva (IATA:GYN, ICAO;SBGO) és un aeroport situat a la Goiânia, al Brasil, que serveix a l'àrea de Goiânia. L'any 2022 va tenir un trànsit de 3.058.473 passatgers.
Situat a una altitud de 747 m, l'aeroport té 1 pista. Està operat per la companyia Infraero. La pista 14/32 té una superfície asfaltada i unes dimensions de 2.500 m; 45 m.